# Лимонит
Лимони́т (от др.-греч. λειμών — луг; по местонахождению в сырых местах) — собирательное название для природных минеральных агрегатов, представляющих собой смесь гидратов оксида железа(III). В составе обычно преобладают скрытокристаллические формы минерала гётита. Скопления лимонита образуют месторождения «бурого железняка» и так называемые «болотные руды». 
Лимонит является составной частью многих разновидностей природных охр, используемых в качестве минеральных пигментов. 
Химический состав: оксид железа(III) (Fe2О3) 86—89 %, вода (Н2О) 10—14 %.
При нагревании в стеклянной трубке выделяет большое количество воды. Растворяется в соляной кислоте.

## Месторождения
Чаще всего лимонит можно найти на месторождениях других железных руд, особенно гематита.